# دهه ۸۵۰ (پیش از میلاد)
دهه ۸۵۰ (پیش از میلاد) ۸۵مین دهه قبل از مبدا شروع تقویم میلادی است.